# On Fire (film)
Ne doit pas être confondu avec On Fire ou On Fire (film, 2025).
Pour plus de détails, voir Fiche technique et Distribution.
On Fire est un film américain réalisé par Nick Lyon et Peter Facinelli et sorti en 2023. Il met en vedette Peter Facinelli, Fiona Dourif, Asher Angel et Lance Henriksen.

## Synopsis
Dans le nord de la Californie, une famille vit dans un mobile home dans les bois quand un feu de forêt se déclenche. Comme l’enfer se propage soudainement, la survie devient leur objectif principal.

## Fiche technique
Sauf indication contraire, les informations mentionnées dans cette section peuvent être confirmées par la base de données cinématographiques IMDb,  présente dans la section « Liens externes ».
- Titre original : On Fire
- Réalisation : Nick Lyon et Peter Facinelli
- Scénario : Nick Lyon et Ron Peer
- Musique : Sacha Chaban
- Costumes : Arianna McCool
- Photographie : Philip Roy
- Montage : Robin Gonsalves et Don Money
- Production : Beth Bruce, Peter Facinelli, Matthew Joynes, Nick Lyon, Suzanne Weinert et Peter Winther

Producteurs délégués : Simon Crowe, Joe Fernandez et Rob Witte
- Sociétés de production : Lone Star Storytellers et Media Group
- Société de distribution : Cinedigm Entertainment Group (États-Unis)
- Budget : n/a
- Pays de production :  États-Unis
- Langue originale : anglais
- Format : couleur
- Genre : action, drame
- Durée : n/a
- Date de sortie[2] :
- États-Unis : 3 mars 2023 (Mammoth Film Festival)

## Distribution
- Fiona Dourif
- Lance Henriksen
- Glenn Morshower
- Peter Facinelli
- Dave Laughlin
- Asher Angel
- Ross McCall
- Dana Wing Lau : Jessica
- Ammie Masterson : Dr Patel
- Cole Springer: Rick
- Samuel Whitten : un officier de police #2
- Michael Vincent Berry : Jacob
- Timeca M. Seretti : un officier de police #1
- Aaron Jay Rome : Fred
- Mélissa Bidgoli : le journaliste Cortez
- Ashlei Foushee : Kayla
- Johnny Horn : l'opérateur plus âgé
- Jillian Goldman : la réceptionniste
- Gabriel Lee Rocha : Jeune homme<[3]

## Production
Le film est réalisé par Nick Lyon, qui a coécrit le scénario avec Ron Peer. Son tournage a débuté en octobre 2021 à Austin, au Texas.
Lance Henriksen a déclaré : « Je vis dans une région où il y a une menace constante d’incendie. Je veux attirer l’attention sur cela, et sur la menace de la crise climatique mondiale ». Peter Facinelli a ajouté : « On Fire sensibilise à un sujet très important à travers un voyage émotionnel intense et à enjeux élevés d’une famille qui tente de survivre. »